# Bartosz Gruman
Rafał Bartosz Gruman, znany bardziej jako Bartosz Gruman (ur. 11 maja 1975) – polski lekkoatleta, płotkarz.

## Osiągnięcia
Przez większość kariery zawodnik AZS AWF Wrocław, wcześniej startował w barwach Bolesłavii Bolesławiec. Złoty medalista młodzieżowych mistrzostw Europy (sztafeta 4 × 400 m, Turku 1997) – biegł w eliminacjach, indywidualnie zajął 6. miejsce w finale 400 metrów przez płotki. Startował na mistrzostwach Europy w 1998 w Budapeszcie, gdzie odpadł w eliminacjach na 400 metrów przez płotki. Ośmiokrotny medalista mistrzostw Polski, w tym złoto w 1998 (bieg na 400 m przez płotki, Wrocław). Podczas kariery przy wzroście 191 cm ważył 82 kg. Od roku 2008 jest Prezesem MKS Bolesłavia Bolesławiec.

## Rekordy życiowe
- bieg na 400 metrów przez płotki – 49,81 s (5 sierpnia 2000, Kraków) – 8. wynik w historii polskiej lekkoatletyki[1]
- bieg na 300 metrów przez płotki – 36,7 s[2] (1998)
- bieg na 400 metrów – 47,10 s (1997)